# Heinz Stöckel (Politiker)
Heinz Stöckel (* 11. September 1929 in Burkhardtsdorf (Kreis Chemnitz)) ist ein deutscher Politiker (SPD).
Stöckel besuchte die Volks- und Industrieschule und machte die Lehre zum Maschinenschlosser. Er war bei den Nürnberger Triumph-Werken als Mechaniker beschäftigt und gehörte dem Betriebsrat an.
Stöckel war Orts- und Kreisvorsitzender der SPD sowie der Arbeiterwohlfahrt. Er gehörte dem Gemeinderat von Diespeck, dem Bezirkstag von Mittelfranken sowie dem Kreisrat und Kreisausschuss an. Am 24. Januar 1980 wurde er Mitglied des Bayerischen Landtags. Er rückte für Lieselotte Seibel-Emmerling nach, die in das Europäische Parlament wechselte. Das Mandat führte Stöckel bis zum Ende der Wahlperiode 1982 aus.